# Vojtěch Moravec
Vojtěch Moravec (* 27. dubna 1987 Jihlava) je český režisér.

## Profesní život
Vystudoval Filmovou akademii Miroslava Ondříčka v Písku, obor Režie a scenáristika.
Mezi jeho studentské filmy patří Turbodiesel (2008), fiktivní dokument o muži, který sedm let nevystoupil ze svého auta (hlavní roli ztvárnil František Kunst); Battle (2009), bakalářský absolventský film z prostředí streetdance; dokumentární portrét Občan Kopas (2010); Zatímco jsi psal (2010) a Vesnice Roku (2011, nominace na cenu Magnesia za nejlepší studentský film v rámci Českých lvů 2011), magisterský absolventský film, ve kterém se v hlavní roli objevil Ondřej Vetchý, ve vedlejších rolích pak Lenka Vlasáková, Václav Postránecký, Jan Budař a další známá jména českého filmu. Na filmu také spolupracoval hudební skladatel Ondřej Brzobohatý.
Po vystudování Filmové akademie se věnuje také televizní režii, pro Českou televizi zrežíroval povídku Zmizení herce Bendy z cyklu Čapkovy kapsy, záznam vystoupení Kabaretu Calembour a také hudební záznam Barování Sandry Novákové. Pro TV Nova pracoval režijně na 26 dílech seriálu Gympl s (r)učením omezeným. Pro nezávislou produkci zrežíroval krátký dokumentární film Hořelo má panenko, který mapuje natáčení filmu Miloše Formana, Hoří, má panenko.
Natočil několik televizních reklam (T-mobile, Toyota, ING) a televizní dokument Ústečák ve vlastní produkci v koprodukci s Českou televizi.
Pro TV Nova a TV Prima režíroval spoustu spotů pro self promotion.
V roce 2014 režíroval 12 dílů seriálu Vinaři s herci jako Hynek Čermák, Václav Postránecký, Tereza Kostková. V roce 2016 se režijně podílel na seriálu Ohnivý kuře s herci jako Simona Babčáková, Jakub Prachař, Jan Dolanský.

## Osobní život
Narodil se 27. dubna 1987 v Jihlavě. Roku 2020 se zasnoubil s herečkou Sandrou Novákovou. O dva roky později se s ní oženil v kině Lucerna při premiéře filmu Hádkovi. Spolu mají syna Mikuláše.